# Jerbu egipci
El jerbu o jerbu egipci (Jaculus jaculus) és una espècie de petit rosegador de zones àrides que pertany al gènere Jaculus.
Viu a l'Àfrica i l'Orient Mitjà.
S'alimenta de llavors i herbes i necessita molt poca aigua per a sobreviure.

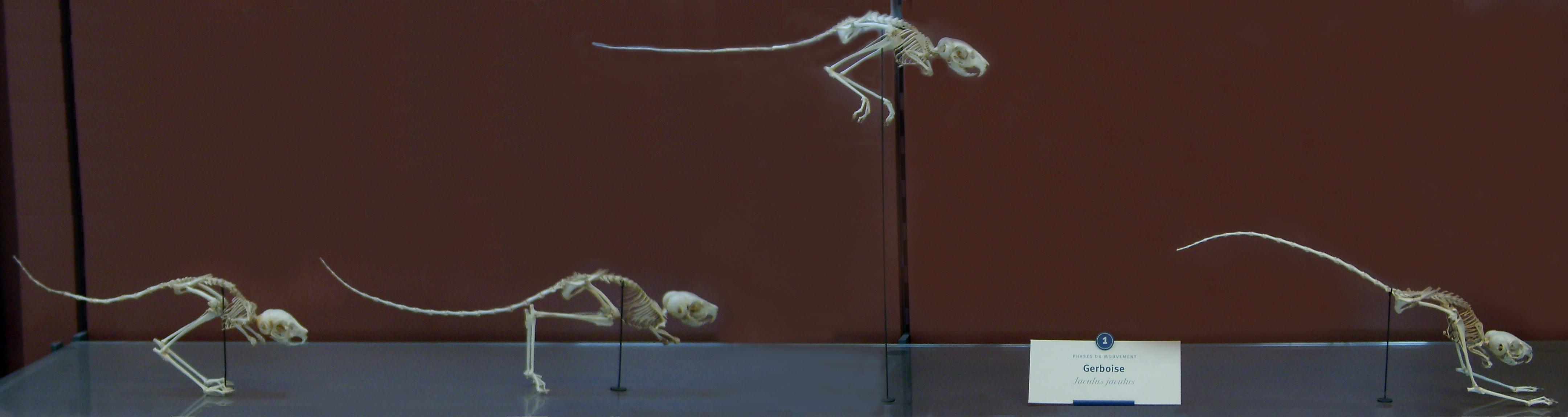
Esquelets de J. jaculus muntats per a veure la seqüència del salt (Museu Nacional d'Història Natural, París)